# 金羊镇
金羊镇，是中华人民共和国甘肃省武威市凉州区下辖的一个乡镇级行政单位。

## 行政区划
金羊镇下辖以下地区：
东沟村、窑沟村、新城村、杏园村、新鲜村、蔡家庄村、宋家园村、皇娘娘台村、平苑村、五一村、三盘磨村、海藏村、海上村、松涛村和郭家寨村。